# Candis Nergaard
Pour les articles homonymes, voir Candis et Nergaard.
Candis Nergaard est une actrice britannique de cinéma et de séries télévisées.

## Filmographie
- 2004 : EastEnders (série télévisée) : la jeune femme
- 2007 : Stuart: A Life Backwards (téléfilm) : Sophie
- 2007 : The Bill (série télévisée) : Lucy Thomas
- 2008 : Affinity : Black Eyed Sue
- 2009 : The Firm (en) : la vieille fille
- 2011 : Sket : la femme balafrée
- 2012 : Magwitch (court métrage) : Molly
- 2012 : Call the Midwife (série télévisée) : Mrs. Leonard
- 2012 : Dis-Life (téléfilm) : Stéphanie
- 2013 : Time Bleeds (documentaire)
- 2013 : Sleeping Dogs : Didi
- 2014 : Glue (mini-série) : Kate Petulengro
- 2015 : Fear of Water : Nicolette
- 2015 : The Interceptor (série télévisée) : la policière
- 2016 : Servants' Quarters